# Двоезнаменник

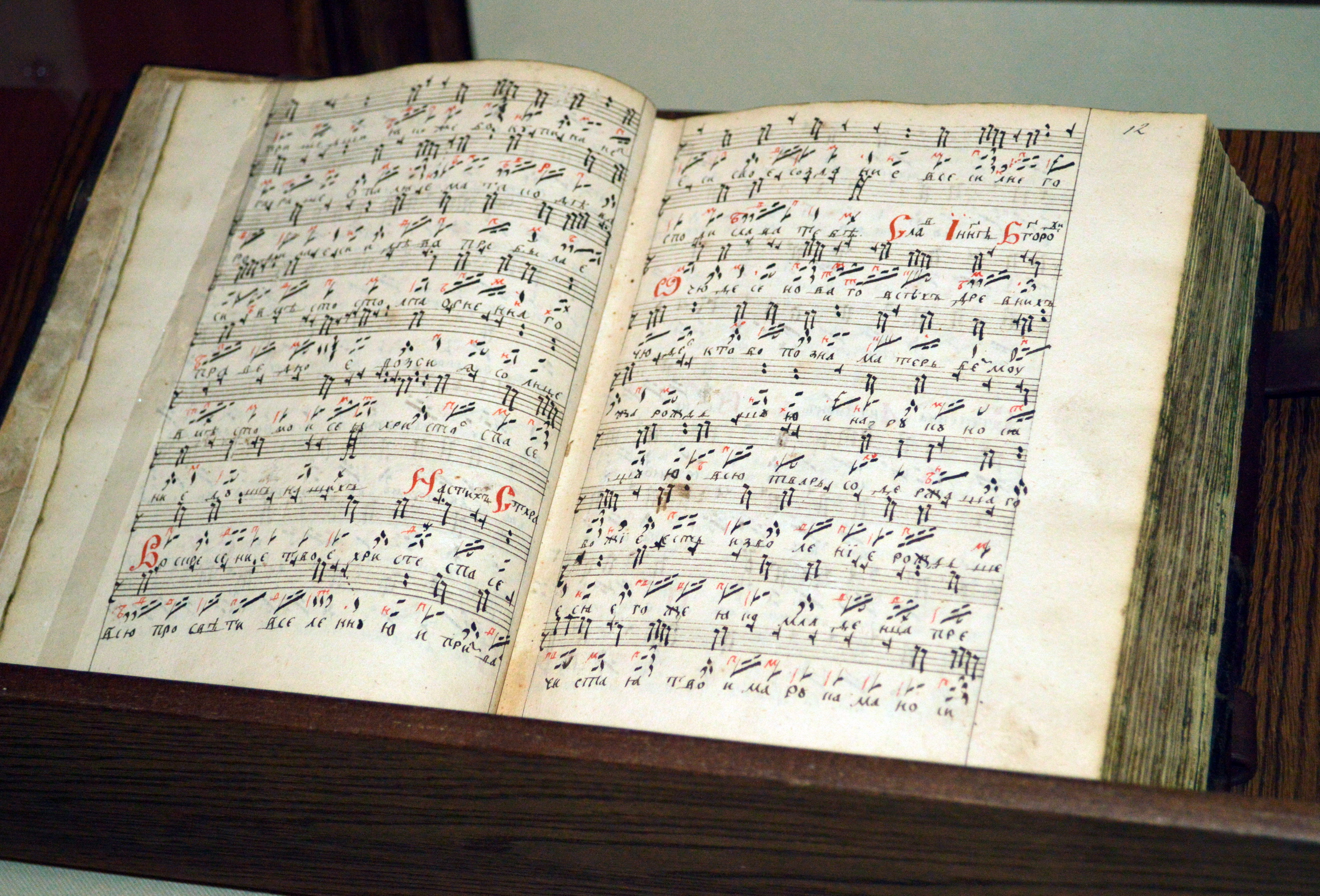
Двоезнаменник, вторая половина XVII в.

Двоезнаменник, двознаменник, двузнаменник — вид старинной нотной рукописи. В двоезнаменниках одна и та же музыка нотировалась двояко — в системах нотации линейного и невменного типов.
Двоезнаменники появились в России в последней четверти XVII века в ходе замены русского знаменного письма западной пятилинейной нотацией. Как правило, они служили целям упрощения учебного процесса при освоении церковными певчими новой музыкальной письменности.
По имеющимся данным двоезнаменники существовали в двух формах: первая имела вид учебных пособий типа певческих азбук, вторая — певческих сборников с традиционными циклами обрядовых песнопений. Такой вид представления мелодии давал возможность совместного исполнения произведений разными исполнителями, каждый из которых был знаком только со своей музыкальной системой.
Двоезнаменники продолжают сохранять своё значение как ключ к пониманию и расшифровке ранних образцов певческих рукописей. В некоторых обстоятельствах термин «двоезнаменник» применяется по отношению к рукописным текстам, в которых одни и те же песнопения одновременно даны в демественной и знаменной нотациях. Очень не часто встречаются так называемые трезнаменники с параллельным изложением в демественной, знаменной и пятилинейной нотациях.